# 秋山信子
秋山 信子（あきやま のぶこ、1928年〈昭和3年〉2月24日 - 2024年〈令和6年〉4月9日）は、日本の人形作家、人間国宝（重要無形文化財である衣裳人形の保持者）。本名は今井 信子（いまい のぶこ）。

## 経歴
1928年、大阪市天王寺区にて誕生。幼い頃から病弱であったため屋外よりも室内で過ごすことが多かったという。樟蔭東高等学校を卒業後、1955年に人形作家の大林蘇乃に師事し、 桐塑・和紙貼・木目込等の伝統的な人形制作技法などを学ぶ。1960年第7回日本伝統工芸展に初入選、大阪府教育委員会賞を受賞するなどし、1963年に日本工芸会正会員に認定される。その後1996年に重要無形文化財「衣裳人形」の保持者に認定され、人間国宝となった。
1990年、紫綬褒章受章。1998年、勲四等宝冠章受章。
2024年4月9日に老衰により大阪府河内長野市の自宅で死去。96歳没。